# Jerome Bixby
Drexel Jerome Lewis Bixby (* 11. Januar 1923 im Los Angeles County, Kalifornien, USA; † 28. April 1998 in San Bernardino, Kalifornien, USA) war ein US-amerikanischer Drehbuch- und Science-Fiction-Autor.
Bixby diente im Zweiten Weltkrieg im Medical Corps der Air Force. Nach dem Krieg studierte er Komposition und Klavier an der Juilliard School of Music. Eine Handverletzung zwang ihn dazu, die geplante Karriere als Musiker aufzugeben.
Seine erste SF-Erzählung Tubemonkey publizierte Bixby 1949 in dem Magazin Planet Stories; er schrieb in den Folgejahren neben zahlreichen SF-Stories auch Western und Abenteuergeschichten für eine Reihe von Pulps. Dabei benutzte er Pseudonyme wie D. B. Lewis, Harry Neal, Albert Russell, J. Russell, M. St. Vivant, Thornecliff Herrick und Alger Rome (Letzteres bei einer Zusammenarbeit mit Algis Budrys). 1950–1951 war er Herausgeber von Planet Stories, später auch von The Complete Science-Adventure Books, Thrilling Wonder Stories und Startling Stories.
Bixby schrieb 1958 das Drehbuch für It! The Terror from Beyond Space, lieferte die Grundlage zum SF-Film Die phantastische Reise von 1966 und war als Autor an den Fernsehserien Men Into Space und Twilight Zone beteiligt. Für Raumschiff Enterprise schrieb er vier Episoden und brachte dabei das Konzept des Spiegel-Universums ein, auf das in späteren Nachfolgeserien immer wieder zurückgegriffen wurde. Weiterhin hat er kurz vor seinem Tod die Vorlage für den Film The Man from Earth fertiggestellt, der unter der Regie von Richard Schenkman gedreht wurde (die deutsche DVD-Veröffentlichung trägt den Titel Jerome Bixby's Man from Earth).
Jerome Bixby hatte vier Söhne, von denen der älteste, Emerson Bixby, heute als Filmemacher tätig ist und bei The Man from Earth als ausführender Produzent beteiligt war. Jerome Bixby starb im Alter von 75 Jahren an Herzversagen nach einer Bypass-Operation.

## Bibliografie
Raumschiff Enterprise (Drehbücher)
- Mirror, Mirror (deutsch: Ein Parallel-Universum, 1967)
- By Any Other Name (deutsch: Stein und Staub, 1968)
- Day of the Dove (deutsch: Das Gleichgewicht der Kräfte, 1968)
- Requiem for Methuselah (deutsch: Planet der Unsterblichen, 1968)

Romane
- Zen (Kurzroman in: Galaxy Science Fiction, October 1952)
  - Deutsch: Zen. In: Galaxis Science Fiction, #2. Moewig, 1958.
- The Slizzers (Kurzroman in: Science Fiction Stories, #1 1953)
- Share Alike (Kurzroman in: Beyond Fantasy Fiction, July 1953; mit Joe E. Dean)
- Where There’s Hope (Kurzroman in: If, November 1953)
- The Holes Around Mars (Kurzroman in: Galaxy Science Fiction, January 1954)
  - Deutsch: Löcher auf dem Mars. In: Walter Ernsting (Hrsg.): Galaxy 8. Heyne Science Fiction & Fantasy #3093, 1967.
- The Draw (Kurzroman in: Amazing Stories, March 1954)
- Little Boy (Kurzroman in: If, October 1954)
- Our Town (Kurzroman in: If, February 1955)
- Laboratory (Kurzroman in: If, December 1955)
- The God-Plllnk (Kurzroman in: Worlds of Tomorrow, December 1963)
- Day of the Dove (Star Trek Fotonovel #10, 1978)
- A Witch in Time (2019, Kurzroman)

Sammlungen
- Devil’s Scrapbook (1964; auch: Call for an Exorcist, 1974)
- Space by the Tale (1964)
- „One Way Street“ and Other Stories (2011)
- Mirror, Mirror (2014)
- The 18th Golden Age of Science Fiction Megapack (2015)

Kurzgeschichten
1949:
- Tubemonkey (in: Planet Stories, Winter 1949)

1950:
- — And All for One (in: Other Worlds Science Stories, May 1950)
- The Crowded Colony (in: Planet Stories, Fall 1950)
- Cargo to Callisto (in: Planet Stories, November 1950)

1951:
- Vengeance on Mars (in: Planet Stories, September 1951)
- The Whip (1951, in: Jungle Stories, Winter 1951-1952)

1952:
- Ev (in: Astounding Science Fiction, February 1952; mit Raymond Z. Gallun)
- Nightride and Sunrise (in: Other Worlds Science Stories, June 1952; mit James Blish)
- The Second Ship (in: Future Science Fiction, July 1952)
- Page and Player (in: Startling Stories, August 1952)
- Sort of Like a Flower (in: Thrilling Wonder Stories, August 1952)
- Angels in the Jets (in: Fantastic, Fall 1952)
- Zen (1952)
  - Deutsch: Zen. In: Lothar Heinecke (Hrsg.): Galaxis 2. Moewig Galaxis #2, 1958.

1953:
- Can Such Beauty Be? (in: Beyond Fantasy Fiction, September 1953)
  - Deutsch: Kann es soviel Schönheit geben? In: Margaret L. Carter (Hrsg.): Horror-Love. Heyne Allgemeine Reihe #5038, 1973, ISBN 3-453-00359-4.
- The Monsters (in: Fantastic, September-October 1953)
- Underestimation (in: Rocket Stories, September 1953; mit Algis Budrys)
- It’s a Good Life (1953, in: Frederik Pohl (Hrsg.): Star Science Fiction Stories No. 2; auch: ’It’s a Good Life’, 2011)
  - Deutsch: Schöner leben. In: Frederik Pohl und Wolfgang Jeschke (Hrsg.): Titan 4. Heyne Science Fiction & Fantasy #3533, 1977, ISBN 3-453-30426-8.
- One Way Street (1953, in: Amazing Stories, December 1953-January 1954)

1954:
- The Good Dog (in: Fantastic, January-February 1954)
- Halfway to Hell (in: Beyond Fantasy Fiction, January 1954)
- The Young One (in: Fantastic, April 1954)
- Small War (in: Science Fiction Quarterly, May 1954)
- For Little George (in: Fantastic, August 1954)
- Mirror, Mirror (in: Future Science Fiction, August 1954; mit James Blish)
  - Deutsch: Spieglein, Spieglein. In: James Blish: Spock läuft Amok. Goldmann SF Enterprise #23732, 1972, ISBN 3-442-23732-7.
- The Battle of the Bells (in: Imagination, September 1954)
- The Murder-Con (in: Fantastic, October 1954)
- The Holes Around Mars (1954)
  - Deutsch: Löcher auf dem Mars. In: Clark Darlton (Hrsg.): Galaxy 8. Heyne SF & F #3093, 1967.

1963:
- The Bad Life (in: Galaxy Magazine, February 1963)

1964:
- Guardian (in: If, March 1964)
  - Deutsch: Die ewige Wache. In: Walter Ernsting (Hrsg.): Galaxy 2. Heyne Science Fiction & Fantasy #3044, 1965.
- Old Testament (in: If, July 1964)
- Natural History of the Kley (in: Worlds of Tomorrow, November 1964)
- The Best Lover in Hell (1964, in: Jerome Bixby: Devil’s Scrapbook)
  - Deutsch: Der beste Liebhaber der Hölle. In: Michel Parry (Hrsg.): Zehn Teufelsküsse. Pabel (Vampir Taschenbuch #68), 1978.
- The Demon and the Well-Heeled Satyr (1964, in: Jerome Bixby: Devil’s Scrapbook)
- The Dirtiest Story in Hell (1964, in: Jerome Bixby: Devil’s Scrapbook)
- A Doll, a Gypsy Curse and Murder (1964, in: Jerome Bixby: Devil’s Scrapbook)
- Heavenly Nymph on Hell’s Island (1964, in: Jerome Bixby: Devil’s Scrapbook)
- Jungle Sin (1964, in: Jerome Bixby: Devil’s Scrapbook)
- Kiss of Blood (1964, in: Jerome Bixby: Devil’s Scrapbook)
- The Last Wish (1964, in: Jerome Bixby: Devil’s Scrapbook)
- The Love Jug (1964, in: Jerome Bixby: Devil’s Scrapbook)
- Lust in Stone (1964, in: Jerome Bixby: Devil’s Scrapbook)
- The Magic Typewriter (1964, in: Jerome Bixby: Space by the Tale)
- The Marquis’ Magic Potion (1964, in: Jerome Bixby: Devil’s Scrapbook)
- The Mortal and the Goddess (1964, in: Jerome Bixby: Devil’s Scrapbook)
- The Oldest Story in Hell (1964, in: Jerome Bixby: Devil’s Scrapbook)
- The Saddest Story in Hell (1964, in: Jerome Bixby: Devil’s Scrapbook)
- The Shangri-La Caper (1964, in: Jerome Bixby: Devil’s Scrapbook)
- Sin Wager (1964, in: Jerome Bixby: Devil’s Scrapbook)
- Spell of the Witch Wife (1964, in: Jerome Bixby: Devil’s Scrapbook)
- The Strange Habits of Robert Prey (1964, in: Jerome Bixby: Devil’s Scrapbook)
- Tabu Cave Goddess (1964, in: Jerome Bixby: Devil’s Scrapbook)
- Trace (1964, in: Jerome Bixby: Space by the Tale)

1972:
- By Any Other Name (1972; mit James Blish und Dorothy C. Fontana)
  - Deutsch: Bei jedem anderen Namen. In: James Blish: Enterprise 6. Williams SF #6, 1972, ISBN 3-8071-0009-1.
- Requiem For Methuselah (1972; mit James Blish)
  - Deutsch: Requiem für Methusalem. In: James Blish: Enterprise 5. Williams SF #5, 1972, ISBN 3-8071-0008-3.

1975:
- The Day of the Dove (1975; mit James Blish)
  - Deutsch: Der Tag der Friedenstaube. In: James Blish: Brot und Spiele. Moewig Terra Astra #293, 1977. Auch als: Der Tag der Taube. In: James Blish: Der Tag der Taube. Goldmann SF Enterprise #23741, 1988, ISBN 3-442-23741-6.

1976:
- The Magic Potion (1976, in: Peter Haining (Hrsg.): The Black Magic Omnibus)